# Al1
Al1 (da pronunciare come Alone) è il quarto EP della boy band sudcoreana Seventeen, pubblicato nel 2017.

## Tracce
1. Don't Wanna Cry (울고 싶지 않아) – 3:23
2. 입버릇 (Habit) (Vocal Team) – 4:13
3. IF I (Hip-hop Team) – 3:09
4. Swimming Fool (Performance Team) – 3:07
5. MY I (Jun & The8) – 3:04
6. Crazy in Love – 3:35

Tracce Bonus - Edizione fisica
1. Who (Performance Team) – 3:20
2. Check-In (Remastering) (Hip-hop Team) – 2:33